# 25783 Brandontyler
25783 Brandontyler este un asteroid din centura principală de asteroizi.

## Descriere
25783 Brandontyler este un asteroid din centura principală de asteroizi. A fost descoperit pe 4 februarie 2000 la Socorro, New Mexico, în cadrul proiectului LINEAR. Asteroidul prezintă o orbită caracterizată de o semiaxă mare de 2,74 ua, o excentricitate de 0,17 și o înclinație de 9,0° în raport cu ecliptica.